# プリスキラとアクラ
プリスキラ（英語など：Priscilla）は、新約聖書に登場する人物である。プリスキラはルカが使徒行伝に記す愛称で、正式にはプリスカ（Prisca）という。アキラ（Aquila）は、彼女のパートナーである。

## プリスキラ（プリスカ）
ポントス生まれのユダヤ人アクラの妻である。彼女自身がユダヤ人であるか、それともローマ人であるかについては、先行研究において議論がある（なお、2007年の教皇ベネディクト16世の83回目の一般謁見演説では、「二人はユダヤ人の生まれ」としている）。夫のアクラよりも初代教会で影響があったために、「プリスキラとアクラ」の順番で記されていると言われる。これは後の西方教会系写本（とりわけD写本）において、ほとんど例外なく「アクラとプリスキラ」のように順序を逆転させる改変を受けた。

## アクラ（アキラ）
上記の通り、ポントス生まれのユダヤ人である。

## 人物および後世の評価
49年にクラウディウス帝が出したユダヤ人退去命令によりローマからコリントに移り、天幕作りをしていた。彼女らは、伝道旅行でコリントに来たパウロを迎え入れ、パウロの伝道活動を助け共に天幕作りを行った。パウロがエペソに移ったときも、共にエペソに移った。そして、「ローマ人への手紙」に名前が登場するので、最終的にはローマに帰還したと見られている。
近代日本におけるキリスト教伝道の過程において、プリスカとアキラは、パートナー同士の親愛、協調、女性たちの模範として語られることがあった。たとえば、沢山保羅は、ケンクレアイのフェベを独身女性の、プリスカを家庭における女性の模範として称え、女子教育の発展に向けた理想とみなした。内村鑑三をはじめとする無教会第一・第二世代の伝道者もまた、プリスカとアキラのはたらきを高く評価している。賀川豊彦もまた、この二人を理想のクリスチャンと評し、「真剣に、日本の救に対して責任を感ずる者は、プリスカ、アクラ、フヰベの如くになれ」と鼓舞している。しばしば武士的、すなわち男性的で無骨な共同体として語られることの多い明治以降のクリスチャンのあいだで、プリスカのような女性奉仕者が高く評価されていた、という事実は、日本キリスト教史を理解する上で軽視すべきではない。